# Matica slovenská
Maticas slovenská (pronunciat [mɑcit͡sɑ slovenskɑː]) és una institució cultural i científica eslovaca que centra el seu interès en les qüestions relacionades amb la nació d'Eslovàquia. La seva seu principal es troba a la ciutat de  Martin. El nom Matica slovenská pot ser traduït a "Matrix eslovaca".
Abans de la creació de l'Acadèmia Eslovaca de Ciències, la Matica tenia la funció de institució científica suprema, però originàriament el paper de la Matica va ser encara més ampli i es va estendre no solament a tots els aspectes culturals, sinó també als nacionals. Ara està regulada per una llei de la República Eslovaca de 1997. Al 1994, la Matica tenia al voltant de 450 locals i 60.000 membres.

## Història

### La primera Matica (1863 - 1875)

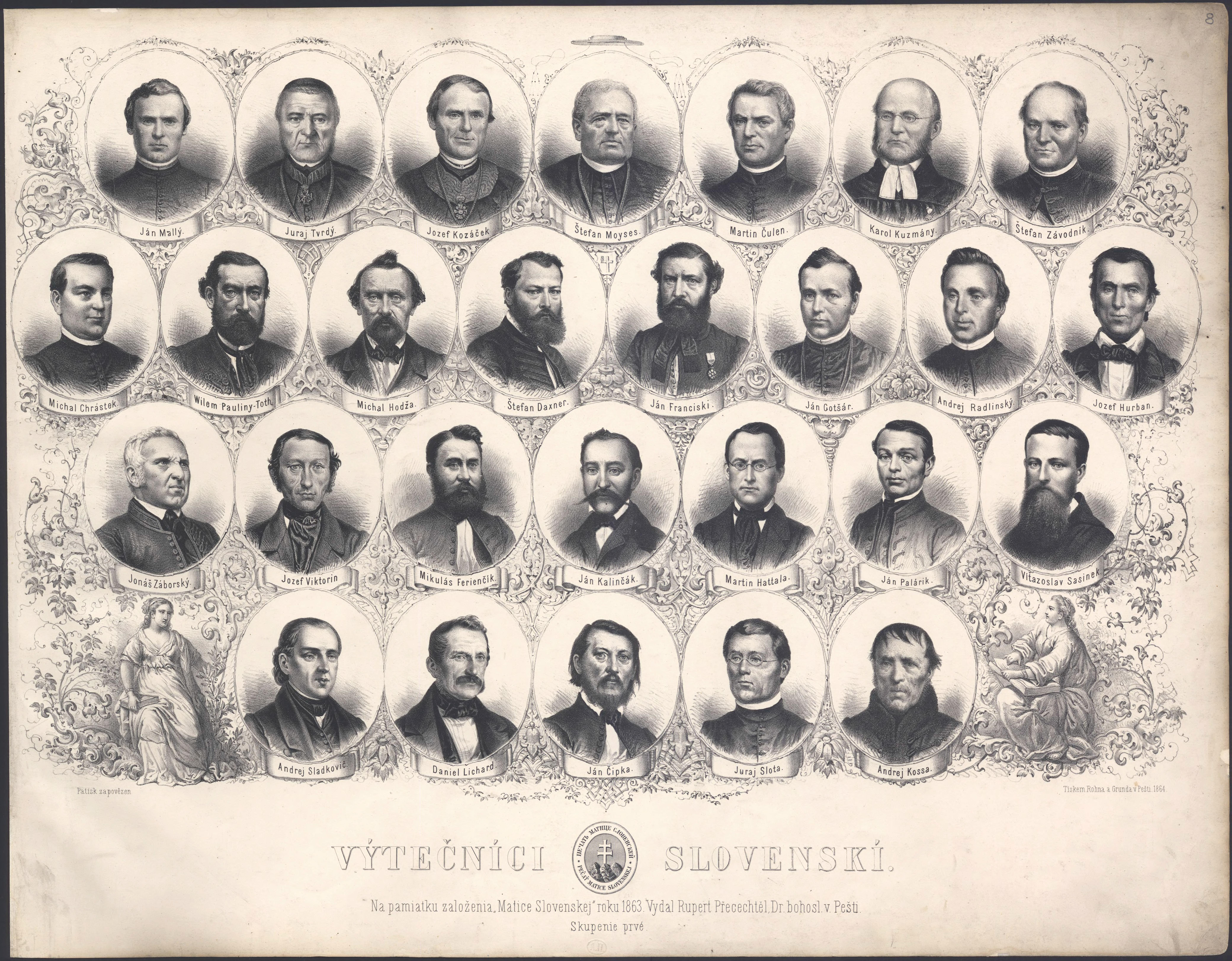
Fundadors de la Matica slovenská, litografia de 1863.

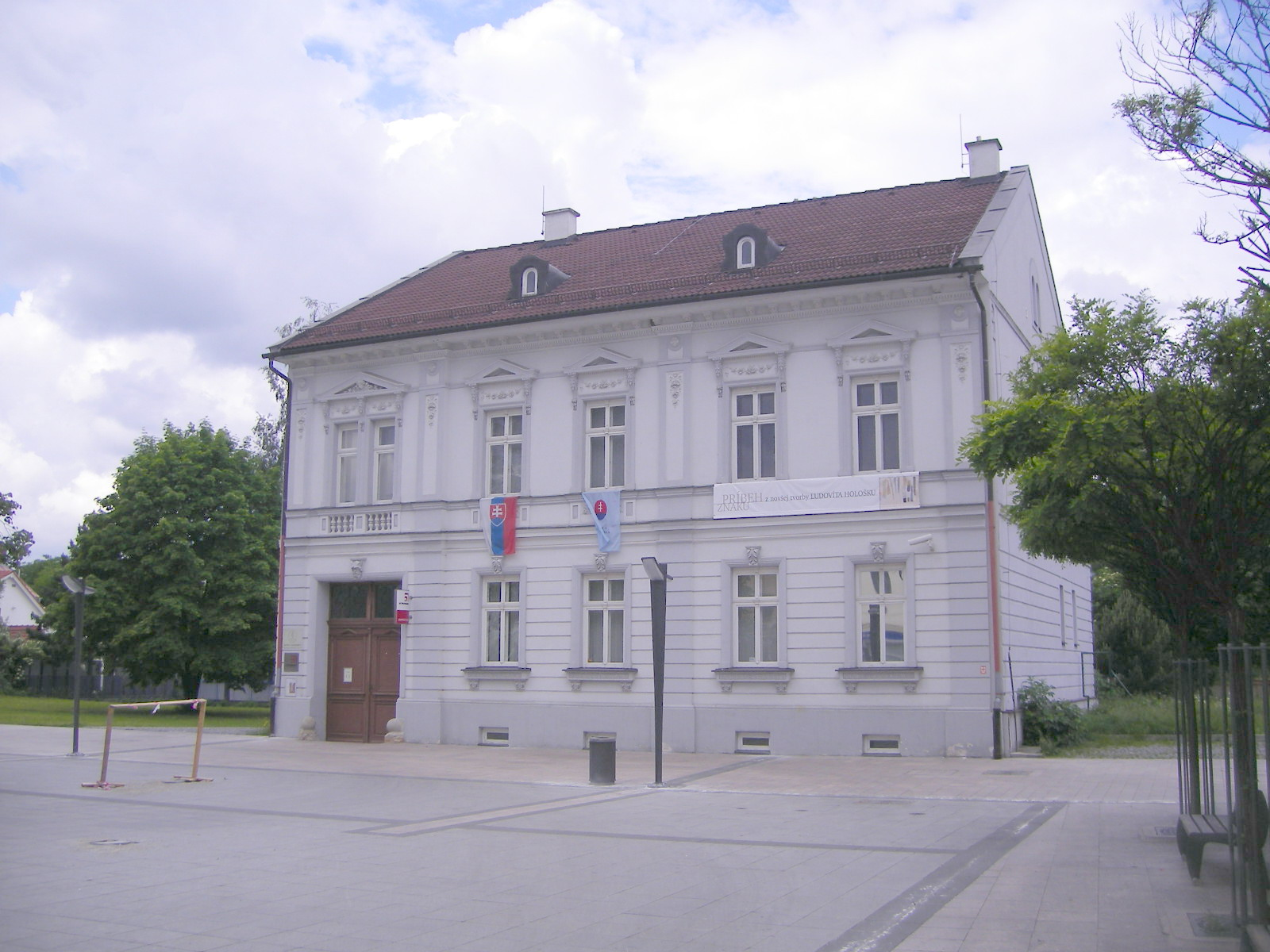
Primera seu a Martin.

La fundació de Matica es va inspirar a la fundació d'institucions similars a Sèrbia (Matica srpska fundada el 1826) i al país Txec (Matisi česká fundada el 1831). La Matica slovenská va trobar arrels a l'associació Tatrín fundada a Liptovský Mikuláš el 1844 pels tres grans personatges del Resurgiment eslovac: Ľudovít Štúr, Jozef Miloslav Hurban i Michal Miloslav Hodža, que es va convertir en el seu primer president. L'associació Tatrín es va dissoldre l'any 1848.
Eslovàquia es va sotmetre al Regne d'Hongria que alhora formava part de l'Imperi Austrohongarès. Va ser l'emperador Francesc Josep I d'Àustria, el que -havent seguit les peticions de 1861 contingudes en el memoràndum de la nació eslovaca (Memorandum národa slovenského)- va concedir als eslovacs poder per fundar una institució cultural nacional, «una unió dels amants de la vida i de la nació eslovaca». La Matica slovenská va ser fundada el 4 d'agost de 1863 en una reunió de prop de 5.000 patriotes eslovacs realitzada a Turčiansky Svätý Marti] (avui Martin). La Matica encara es troba a la mateixa ciutat i va ser finançada exclusivament per donacions d'eslovacs i de l'emperador. El primer president va ser Štefan Moyzes, bisbe de Banská Bystrica, i els vicepresidents van ser Karol Kuzmány, Ján Országh i Ján Francisci-Rimavský.
L'any 1873 la Matica tenia uns 1300 membres, molts dels quals eren institucions com ara ajuntaments, biblioteques, escoles i d'altres associacions. Tenia membres a totes les parts d'Eslovàquia i va ser realment, com es pretenia, representació i símbol de la independència d'Eslovàquia. Des del començament, la Matica tenia prohibit fer activitats polítiques i establir sucursals en la zona. Tanmateix, els partidaris de Matica es van generalitzar a moltes ciutats i pobles.
La Matica es va dedicar a la coordinació de les activitats culturals: biblioteques, arxius i museus. També va desenvolupar un ampli programa educatiu per al públic, editant manuals pràctics, calendaris, antologies i monografies científiques, va donar impuls al teatre popular i al cant. Va tenir activitats de recerca amb la recopilació d'articles científics a la primera revista científica eslovaca Letopis Matisi slovenskej ("Annals de Matica slovenská"). Va fundar la primera biblioteca nacional i el 1870 va inaugurar el Museu Nacional Eslovac a Martin, que era una part de la mateixa Matica. L'establiment de departaments científics (lingüística, dret, història, filosofia, matemàtiques, etc.) s'estava preparant el 1871, però no va poder ser adoptat abans de 1875. A poc a poc, la Matica va adquirir el paper d'un centre d'organització de la vida nacional dels eslovacs i va actuar com un substitut de les institucions polítiques nacionals que van ser prohibides al Regne d'Hongria, que va aplicar una política de fort hongarització.
El Ministre de l'Interior hongarès Kálmán Tisza el 6 d'abril de 1875 va abolir a Matica per decret i va confiscar les seves propietats -que procedeixen exclusivament de donacions- a favor de l'Estat. Les raons oficials donades van ser que la Matica estava «en contra el govern» i era «antipatriota», declaracions per a les que no hi havia cap prova. Els béns decomissats van anar a reforçar el procés de hongarització (per exemple, mitjançant l'organització Felsőmagyarországi Magyar Közművelődési Egyesület FMKE, fundada el 1883).

### La segona Matica (des de 1919)
La Matica slovenská no va poder reprendre les seves activitats fins després de la dissolució del Regne d'Hongria i l'establiment de Txecoslovàquia el 1918, quan les condicions per a la vida nacional dels eslovacs van millorar. El 5 d'agost de 1919, va ser reoberta en presència del President Tomáš Masaryk. Matica slovenská va desempenyora] un paper important en el desenvolupament de la cultura i l'educació eslovaca. Va ser sostinguda per una àmplia adhesió popular (l'any 1950, tenia 1125 sucursals amb més de 100 000 membres). Les oficines institucionals es van construir gradualment. La Matica també va exercir un paper important en el desenvolupament del teatre d'aficionats. Va fundar i va dirigir una de les editorials més grans i significatives d'Eslovàquia, Neografia, que va publicar revistes acadèmiques, literatura d'educació pública, autors eslovacs clàssics i contemporanis, traduccions de literatura mundial i va recolzar i va promoure especialment la publicació de literatura per a nens i joves. La Matica va aconseguir una col·lecció única d'impressions, manuscrits i fotografies relacionades amb el desenvolupament de la cultura nacional eslovaca, que es va convertir en la base de la Biblioteca Nacional Eslovaca. També va establir diverses seccions d'investigació per a la història, la literatura, la lingüística, l'etnografia, la filosofia, la sociologia, la psicologia, que van publicar sèries de llibres, revistes, etc. Abans de l'establiment de l'Acadèmia Eslovaca de Ciències, va ser la reguladora de la llengua eslovaca.

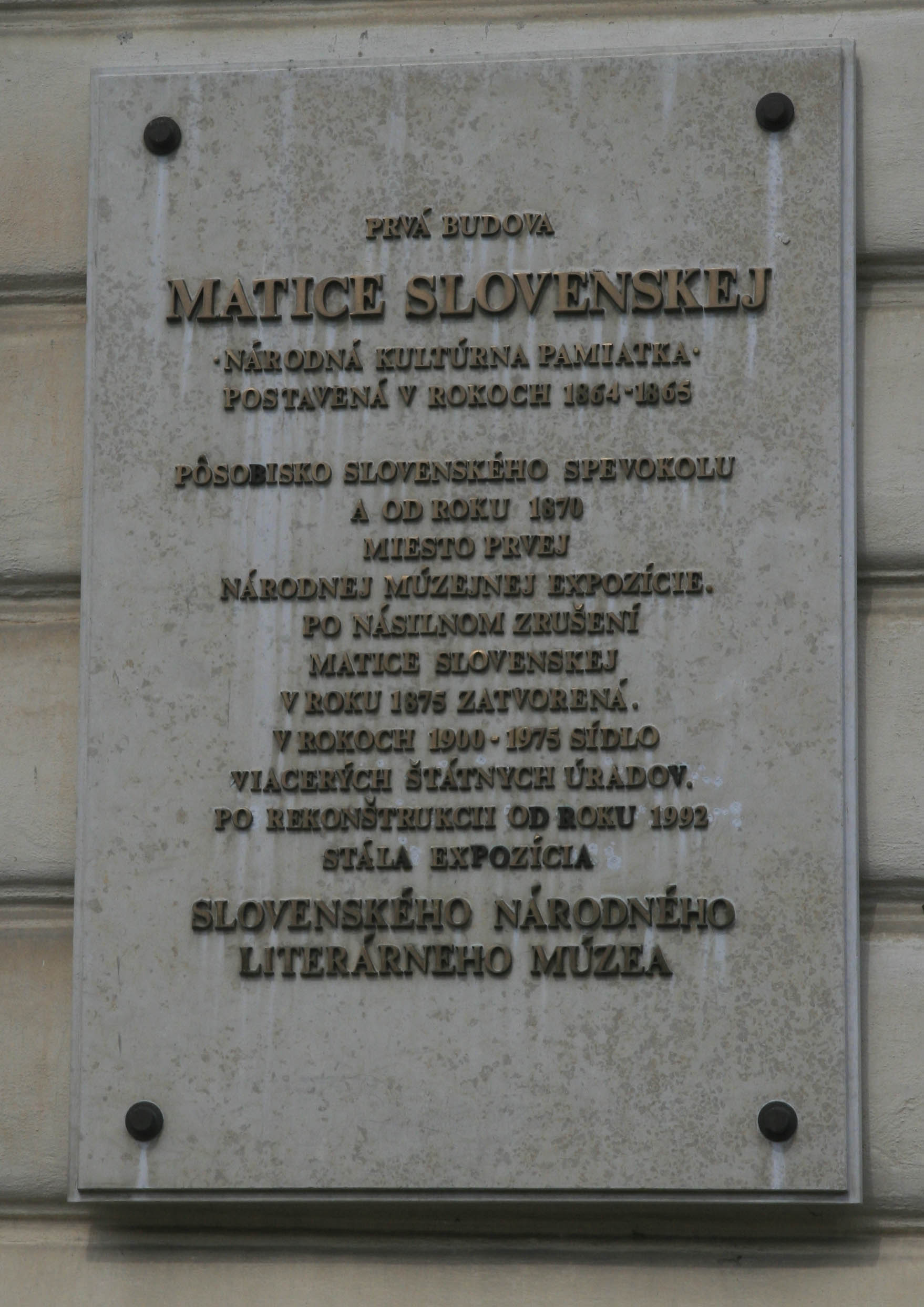
Placa commemorativa de la seva fundació.

L'establiment del règim comunista el 1948 va amenaçar inicialment l'existència de la Matica slovenská, ja que la ideologia comunista, la política i els principis de la cultura socialista contradeien els principis sobre els quals s'havia establert el Matica slovenská. Les seccions locals es van dissoldre, les seves seccions d'investigació, revistes i activitats editorials van ser gradualment transferides a altres institucions o abolides. Segons un acte del Consell Nacional Eslovac de 1954, el Matica slovenská es va reduir a la Biblioteca Nacional Eslovaca i a l'Institut Biogràfic amb un paper limitat en els camps de biblioteconomia, bibliografia i arxius. Els locals van estar sotmesos a un sever control ideològic i polític del Partit Comunista i dels òrgans estatals. Molts dels membres del seu personal van ser perseguits, discriminats o acomiadats. Els comunistes no van aconseguir desarrelar completament les tradicions i l'esperit de la Matica. Es van manifestar obertament el 1963 durant les celebracions del 100 aniversari de la fundació de la Matica slovenská i van culminar el 1968-69 (primavera de Praga) quan Matica va tornar a ser una important institució cultural i política. Un acte del Consell Nacional Eslovac va restablir les filials locals, es van establir nous llocs de treball i es van posar les bases per a un nou edifici modern. Després del fracàs del moviment de reforma a Checoeslovàquia el 1969, el règim de normalització gairebé va liquidar l'esforç per renovarla Matica slovenská.
L'actitud de Matica i els seus membres en lluites socials i polítiques d'Eslovàquia al voltant de 1989-1995 van ser en suport a la Llei de Llengües ultraconservadora, obligant a l'SNR a signar en la llei la versió VPN de la Llei de Llengües, i Matica també va donar suport a la Declaració d'Independència de la República Eslovaca, del 1992 (sota Vladimír Mečiar Eslovàquia va declarar la independència). Es va oposar fermament a la integració de la República Eslovaca a la Unió Europea i l'OTAN, encara que aquesta mateixa integració havia estat part de la declaració del govern de Vladimír Mečiar. La Matica slovenská també va promoure la creació el 1992 d'un fons a través de donacions de béns i diners nomenat «tresor nacional», per tal de finançar les activitats de la Matica. Al febrer de 2005 el valor del «tresor nacional» va ascendir a 40 milions de corones eslovaques (aproximadament 1,1 milions d'euros del moment).
Matica slovenská recentment va començar a publicar el seu diari Matičné zvesti com un annex d'un diari publicat per Slovenské obrody hnutie, una associació que lloa la República Eslovaca (1939-1945) de la Segona Guerra Mundial i el seu líder Jozef Tiso.